# Diócesis de Niigata
La diócesis de Niigata (en latín: Dioecesis Niigataen(sis) y en japonés: カトリック新潟教区) es una circunscripción eclesiástica latina de la Iglesia católica en Japón, sufragánea de la arquidiócesis de Tokio. La diócesis tiene al obispo Paul Daisuke Narui, S.V.D. como su ordinario desde el 31 de mayo de 2020. 

## Territorio y organización
La diócesis tiene 28 652 km² y extiende su jurisdicción sobre los fieles católicos de rito latino residentes en las prefecturas de Niigata (en la región de Chūbu), Yamagata y Akita (ambas en la región de Tōhoku). 
La sede de la diócesis se encuentra en la ciudad de Niigata, en donde se halla la Catedral de Cristo Rey.
En 2019 en la diócesis existían 30 parroquias.

## Historia
La prefectura apostólica de Nygata fue erigida el 13 de agosto de 1912 con el decreto Quo catholica de la Congregación de Propaganda Fide, obteniendo el territorio de la diócesis de Hakodate (hoy diócesis de Sendai), de la arquidiócesis de Tokio y de la diócesis de Osaka (hoy arquidiócesis de Osaka).
El 18 de febrero de 1922 cedió una porción de su territorio para la erección de la prefectura apostólica de Nagoya (hoy diócesis de Nagoya) mediante el breve In hac sublimi del papa Pío XI.
El 16 de abril de 1962 la prefectura apostólica fue elevada a diócesis con la bula Sicut provido del papa Juan XXIII.

## Estadísticas
De acuerdo al Anuario Pontificio 2020 la diócesis tenía a fines de 2019 un total de 7265 fieles bautizados.
| Año                                                                             | Población            | Población | Población      | Sacerdotes | Sacerdotes    | Sacerdotes    | Bautizados por sacerdote | Diáconos permanentes | Religiosos | Religiosos | Parroquias |
| Año                                                                             | Bautizados católicos | Total     | % de católicos | Total      | Clero secular | Clero regular | Bautizados por sacerdote | Diáconos permanentes | Varones    | Mujeres    | Parroquias |
| ------------------------------------------------------------------------------- | -------------------- | --------- | -------------- | ---------- | ------------- | ------------- | ------------------------ | -------------------- | ---------- | ---------- | ---------- |
| 1950                                                                            | 2613                 | 5 070 000 | 0.1            | 20         | 3             | 17            | 130                      |                      |            | 57         |            |
| 1970                                                                            | 6762                 | 4 908 821 | 0.1            | 47         | 13            | 34            | 143                      |                      | 35         | 115        |            |
| 1980                                                                            | 7092                 | 4 929 000 | 0.1            | 45         | 15            | 30            | 157                      |                      | 30         | 134        | 28         |
| 1990                                                                            | 7246                 | 4 974 487 | 0.1            | 36         | 14            | 22            | 201                      |                      | 22         | 125        | 35         |
| 1999                                                                            | 7570                 | 4 945 803 | 0.2            | 33         | 14            | 19            | 229                      |                      | 19         | 99         | 35         |
| 2000                                                                            | 7502                 | 4 932 156 | 0.2            | 33         | 15            | 18            | 227                      |                      | 18         | 97         | 34         |
| 2001                                                                            | 7567                 | 4 908 788 | 0.2            | 33         | 15            | 18            | 229                      | 1                    | 19         | 101        | 34         |
| 2002                                                                            | 7674                 | 4 893 401 | 0.2            | 34         | 15            | 19            | 225                      | 1                    | 20         | 98         | 36         |
| 2003                                                                            | 7549                 | 4 893 401 | 0.2            | 34         | 15            | 19            | 222                      | 1                    | 20         | 99         | 37         |
| 2004                                                                            | 7711                 | 4 850 802 | 0.2            | 35         | 15            | 20            | 220                      | 1                    | 21         | 96         | 37         |
| 2013                                                                            | 7237                 | 4 610 854 | 0.2            | 37         | 18            | 19            | 195                      |                      | 21         | 64         | 31         |
| 2016                                                                            | 7335                 | 4 570 000 | 0.2            | 38         | 17            | 21            | 193                      |                      | 22         | 61         | 30         |
| 2019                                                                            | 7265                 | 1 451 341 | 0.2            | 38         | 18            | 20            | 191                      |                      | 22         | 51         | 30         |
| Fuente: Catholic-Hierarchy, que a su vez toma los datos del Anuario Pontificio. |                      |           |                |            |               |               |                          |                      |            |            |            |

## Episcopologio
- Joseph Reiners, S.V.D. † (19 de noviembre de 1912-28 de junio de 1926 nombrado prefecto apostólico de Nagoya)
- Anton Ceska, S.V.D. † (28 de junio de 1926-1941 renunció)
- Peter Magoshiro Matsuoka † (1941-1953 renunció)
- John Baptist Tokisuke Noda † (13 de marzo de 1953-11 de octubre de 1961 falleció)
- Johannes Shojiro Ito † (16 de abril de 1962-9 de marzo de 1985 retirado)
- Francis Keiichi Sato, O.F.M. † (9 de marzo de 1985-14 de mayo de 2004 retirado)
- Tarcisio Isao Kikuchi, S.V.D., (29 de abril de 2004-25 de octubre de 2017 nombrado arzobispo de Tokio)
  - Tarcisius Isao Kikuchi, S.V.D. (25 de octubre de 2017-31 de mayo de 2020) (administrador apostólico)
- Paul Daisuke Narui, S.V.D., desde el 31 de mayo de 2020